# Kup Krešimira Ćosića 2011./12.
Kup Krešimira Ćosića 2011./12. je bilo dvadeset i prvo izdanje ovog natjecanja koje je prvi put osvojila zagrebačka Cedevita.

## Rezultati

### 1. krug
Igrano 17. i 18. prosinca 2011.
| klub1                           | rezultat | klub2                 |
| ------------------------------- | -------- | --------------------- |
| Kvarner 2010 Rijeka             | 95:89    | Križevci              |
| GKK Šibenik                     | 63:61    | Sonik Puntamika Zadar |
| Međimurje Čakovec               | 74:90    | Alkar Sinj            |
| Svjetlost Brod (Slavonski Brod) | 76:71    | Dubrovnik             |

### 2. krug
Igrano 20. i 21. prosinca 2011.
| klub1             | rezultat | klub2                           |
| ----------------- | -------- | ------------------------------- |
| Jolly JBS Šibenik | 75:85    | Alkar Sinj                      |
| Zadar             | 99:58    | Kvarner 2010 Rijeka             |
| GKK Šibenik       | 58:69    | Zabok                           |
| VROS Darda        | 65:45    | Svjetlost Brod (Slavonski Brod) |

### Četvrtzavršnica
Igrano 29. i 30. prosinca 2011.
| klub1      | rezultat | klub2           |
| ---------- | -------- | --------------- |
| Split      | 80:71    | Alkar Sinj      |
| Zabok      | 69:92    | Zagreb CO       |
| Zadar      | 90:89    | Cibona Zagreb   |
| VROS Darda | 71:80    | Cedevita Zagreb |

### Final Four
Igran 15. i 16. veljače 2012. u Zagrebu, dvorana ŠD Trnsko.
| klub1           | rezultat      | klub2           |
| poluzavršnica   | poluzavršnica | poluzavršnica   |
| --------------- | ------------- | --------------- |
| Cedevita Zagreb | 102:74        | Split           |
| Zagreb CO       | 76:72         | Zadar           |
|                 |               |                 |
| završnica       |               |                 |
| Zagreb CO       | 72:74         | Cedevita Zagreb |

## Poveznice
- A-1 liga 2011./12.
- A-2 liga 2011./12.
- B-1 liga 2011./12.
- C liga 2011./12.